# عنبیه
عِنَبیه یا تیتَک (به انگلیسی: Iris) بخش رنگدانه‌دار چشم است. در فرمانروی جانوران تنها طنابداران عنبیه دارند.
عنبیه در پشت قرنیه قرار گرفته‌ است. در میانه‌یِ عنبیه، سوراخی به نامِ مردمک وجود دارد که نور از آنجا به چشم وارد می‌شود. این دریچه مقدار نور را تنظیم می‌کند؛ یعنی هر وقت که محیط روشن‌تر و پرنورتر باشد، مردمک چشم تنگ می‌شود و برعکس، آنجا که نور کمتر است، گشاد می‌شود تا نور کافی به داخل چشم نفوذ کند. این کار با انقباض و انبساطِ ماهیچه‌های موجود در بافتِ عنبیه و تحت اثر اعصاب سمپاتیک و پاراسمپاتیک صورت می‌گیرد.
عنبیه بخش جلویی پرده عضلانی عروقی و دنباله مشیمیه است که در جلوی عدسی قرار دارد. عنبیه از لحاظ شکل مسطح و عمودی است. میان این قسمت مسطح و «قرنیه» فضایی وجود دارد که مملو از مایع مخصوص و شفافی بنام «زلالیه» است.

## بخش‌ها

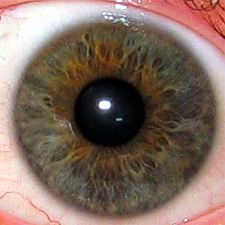
عِنَبیه یا تیتَک

عنبیه دارای دو سطح جلویی (قدامی) و پشتی (خلفی) است. سطح جلویی آن به طرف قرنیه بوده و کمی کوژ (محدب) است. سطح پشتی کمی کاو (مقعر) و کنار خارجی آن مجاور تنه مژگانی و قسمت مرکزی آن روی عدسی قرار دارد. این پرده فضای میان عدسی و قرنیه را به اتاق‌های جلویی و پشتی تقسیم می‌کند. اتاق‌های جلویی در جلوی عنبیه واقع شده و حد جلویی آن سطح پشتی قرنیه و حد عقبی آن سطح جلویی عنبیه و قسمتی از سطح جلویی عدسی است.
اتاق پشتی که در پشت عنبیه قرار گرفته حد جلویی آن سطح پشتی عنبیه و حد عقبی آن سطح جلویی عدسی است.
عنبیه به ترتیب از قسمت‌های زیر ساخته شده‌است: ۱- لایه پوششی جلویی ۲- بافت ویژه عنبیه که دارای سلول‌های رنگین و رگ‌های خونی است ۳- ماهیچه تنگ‌کننده مردمک یا عضله حلقوی ۴- ماهیچه گشادکننده مردمک یا عضلات شعاعی ۵- لایه پوششی پشتی که دارای رنگدانه است.
از داخل به خارج، مردمک در مرکز عنبیه است و بخش مردمکی بلافاصله بعد از مردمک قرار دارد. پس از آن طوقک است که جداکننده بخش مردمکی و مژگانی است. بخش مژگانی بلافاصله بعد از طوقک شروع شده و تا لبه بیرونی عنبیه را در بر می‌گیرد. مرز مژگانی (لیمبوس) لبه بیرونی عنبیه است. حلقه طوقک بزرگ‌ترین نشانه در عنبیه به‌شمار می‌آید. طوقک عنبیه را به دو بخش مردمکی و مژگانی تقسیم می‌کند.

## رنگ

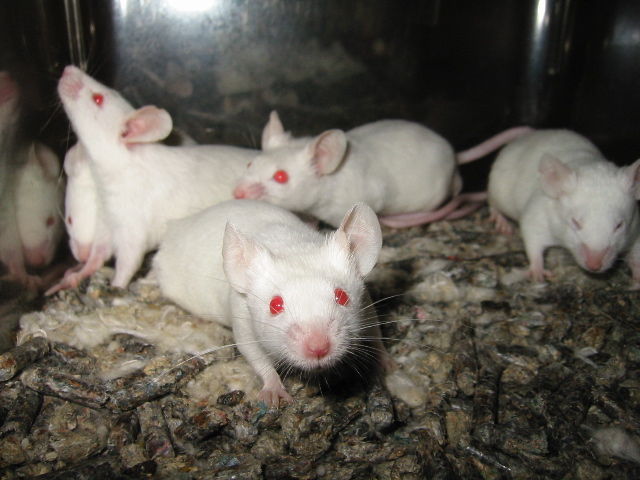
به علت نبود رنگدانه، چشمان فرد زال به رنگ قرمز (خون جاری در چشم) در می‌آید.

رنگ عنبیه از صفاتی که به فنوتیپ فرد (که خود به ژنوتیپ او وابسته است) بستگی دارد. این رنگ (چه قهوه‌ای، چه مشکی، آبی، خاکستری، سبز...) به‌طور کلی به دو نوع رنگدانه بستگی دارد: ملانین (عموماً) و لیپوفوسین (برای برخی از انواع سبز). در صورت نبود هیچ‌گونه رنگدانه‌ای (زالی)، چشم می‌تواند به رنگ خونی که در آن جاری است در بیاید.
رنگ‌های عنبیه در نقاط مختلف جهان بسیار متنوع و گوناگون‌اند. برخی از آن‌ها از دو یا چندین رنگ مختلف تشکیل شده‌اند. رنگ‌های قهوه‌ای، مشکی و بلوطی متداول‌ترین رنگ‌های عنبیه هستند که حدود ۷۵٪ جمعیت جهان را تشکیل می‌دهند. حدود ۸٪ جمعیت جهان دارای چشمانی آبی‌رنگ هستند؛ که اکثر آنان اروپایی و شمال‌آمریکایی هستند.
رنگ‌های چشم افراد در نقاط مختلف جهان به شیوهٔ ناهمسانی پراکنده شده‌است. مهاجرت اقوام و نیز جهشهای ژنتیکی در طول تاریخ در این گوناگونی بی‌تأثیر نیستند.

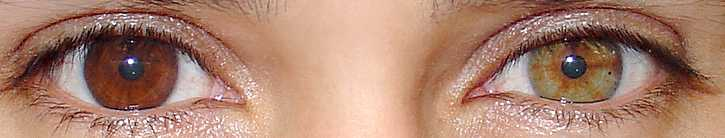
دو نوع ناهم‌رنگی (هِتِروکرومی).

- زالی (آلبینیسم)؛ مورد نادری است که در اثر نبود رنگ‌دانه به وجود می‌آید.
- ناهمرنگی عنبیه؛ که هنگامی اتفاق می‌افتد که هر کدام از چشمان فرد به یک رنگ دیگر باشد (در انسان نادر است)، یا عنبیهٔ چشم دارای چند بخش جدا با رنگ‌های مختلف باشد.

## نگارخانه

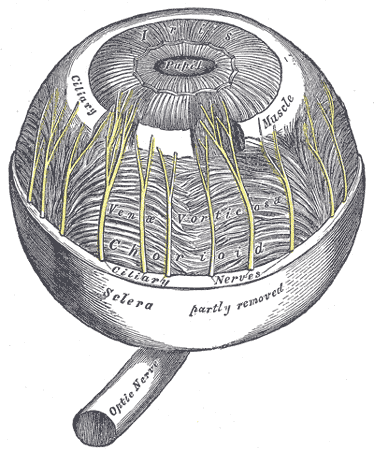
کوروئید و عنبیه.
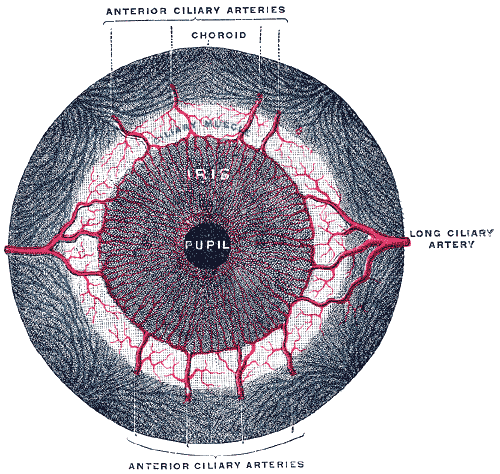
عنبیه.
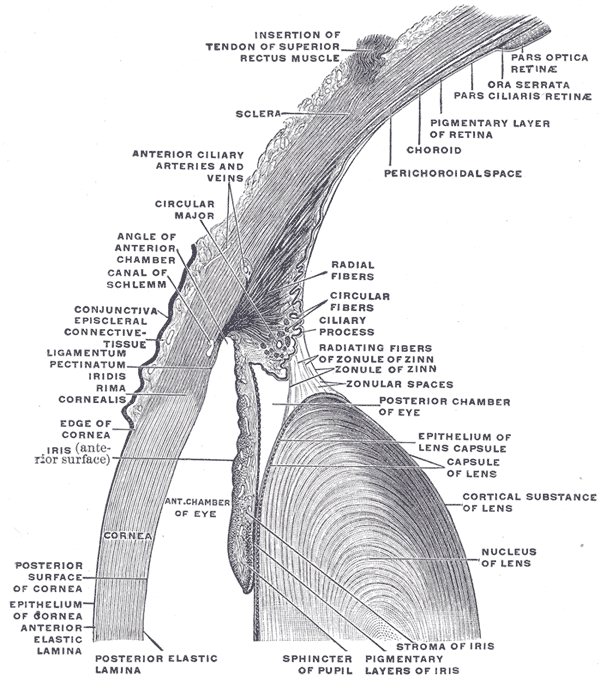
نیمه بالایی یک بخش ساژیتال از کره چشم.